# Свирский, Ян Болеславович
Януш (Ян) Болеславович Свирский (ум. в 1597 г.) — маршалок господарский, державца Мойшогольский и наместник Виленский. Участник Ливонской войны, кальвинист.

## Биография
В 1555 году Януш вместе с братом Лукашем купил у своих дядей Людвика и Юрия их права на слуцкие имения Вызну (сейчас Красная Слобода), Усово и Прусы, после чего начали судебный процесс за эти поместья со слуцкими князьями Олельковичами. В 1555 году братья приобрели за 1000 коп грошей имение Ясень, которое ранее принадлежало князьям Свирским.
В 1557 г. князь Ян (Януш) Болеславович Свирский приобрел имение Мелейкуны в Литве.
Участник Ливонской войны 1558—1583 гг. Руководил строительством и ремонтом мостов в Полоцком воеводстве.
В 1566 г. стал маршалком господарским.
От Жемайтской земли был послом (депутатом) на Люблинский сейм 1569 г., на котором был включен в состав комиссии по доработке Статута Великого княжества Литовского. Как депутат и маршалок господарский подписал акт Люблинской унии 1569 года.
С 1569 г. державца Мейшагольский (Жемайтия).
В 1577 году князь Януш Болеславович Свирский являлся одним из активных сторонников кальвинизма в Великом княжестве Литовском. В это же время почти вся шляхта в окрестностях Свири перешла из католичества в кальвинизм (реформаторство). Ян (Януш) Свирский основал кальвинистский збор (молитвенный дом) в Свири в здании Свирского костела.
В 1580 г. король и великий князь Стефан Баторий послал Яна Свирского в Оршу для встречи московского посольства на переговорах о мире.
В 1581 г. Ян Свирский и его жена получили пожизненно во владение от каштеляна Менского Яна Глебовича за неуплачнный им долг имения Заляды, Пешковщина и Лынтупы в Ошмянском повете (Лынтупы на следующий год вернул Глебовичу, так как он частично погасил свою задолженность).
В январе 1588 года назначен наместником Виленским (Виленского повета).
Умер Ян Свирский в 1597 году.

## Семья
В 1560 г. женился на Анне Степановне Рогозянке (из рода Рагозов), вдове князя Михаила Васильевича Друцкого-Соколинского. В 1561 г. он завещал своей жене на случай ее вдовства свое родовое имение Яень и Мелейкуны. Жена умерла в январе 1588 г. Детей у них не было.